# Марія Жуан Келер
Марія Жуан Келер (порт. Maria João Koehler; нар. 8 жовтня 1992) — колишня португальська тенісистка.
Найвищу одиночну позицію світового рейтингу — 102 місце досягла 25 лютого 2013, парну — 151 місце — 18 червня 2012 року.
Здобула 4 одиночні та 4 парні титули.
Найвищим досягненням на турнірах Великого шолома було 2 коло в одиночному розряді.
Завершила кар'єру 2018 року.

## Фінали ITF

### Одиночний розряд: 12 (4–8)
| Легенда          |
| ---------------- |
| турніри $100,000 |
| турніри $75,000  |
| турніри $50,000  |
| турніри $25,000  |
| турніри $15,000  |
| турніри $10,000  |

| Фінали за покриттям |
| ------------------- |
| Тверде (3–6)        |
| Ґрунт (0–2)         |
| Трава (0–0)         |
| Килим (1–0)         |

| Результат | W-L | Дата             | Турнір                          | Рівень  | Покриття   | Суперниця         | Рахунок          |
| --------- | --- | ---------------- | ------------------------------- | ------- | ---------- | ----------------- | ---------------- |
| Поразка   | 0–1 | 9 червня 2008    | ITF Montemor-o-Novo, Португалія | 10,000  | Тверде     | Мелані Глорія     | 7–6(2), 3–6, 1–6 |
| Перемога  | 1–1 | 18 травня 2009   | ITF Cantanhede, Португалія      | 10,000  | Килим      | Нанулі Піпія      | 6–4, 2–6, 6–1    |
| Перемога  | 2–1 | 1 червня 2009    | ITF Амаранте, Португалія        | 10,000  | Тверде     | Мелані Глорія     | 6–3, 6–2         |
| Поразка   | 2–2 | 8 лютого 2010    | ITF Vale do Lobo, Португалія    | 10,000  | Тверде     | Джулія Майр       | 1–6, 1–6         |
| Поразка   | 2–3 | 8 листопада 2010 | ITF Майорка, Іспанія            | 10,000  | Ґрунт      | Лара Арруабаррена | 6–7(2), 3–6      |
| Поразка   | 2–4 | 31 січня 2011    | ITF Рабат, Марокко              | 25,000  | Ґрунт      | Ніна Братчикова   | 6–3, 4–6, 1–6    |
| Поразка   | 2–5 | 16 липня 2012    | ITF Донецьк, Україна            | 50,000  | Тверде     | Весна Долонц      | 2–6, 3–6         |
| Перемога  | 3–5 | Лип 2012         | Кубок президента, Казахстан     | 100,000 | Тверде     | Марта Сироткіна   | 7–5, 6–2         |
| Поразка   | 6.  | 8 жовтня 2012    | ITF Joué-lès-Tours, Франція     | 50,000  | Тверде (i) | Моніка Пуїг       | 6–3, 4–6, 1–6    |
| Поразка   | 3–7 | Лип 2013         | President's Cup, Казахстан      | 100,000 | Тверде     | Надія Кіченок     | 4–6, 5–7         |
| Поразка   | 3–8 | 12 вересня 2016  | ITF Ponta Delgada, Португалія   | 10,000  | Тверде     | Інес Мурта        | 4–6, 6–3, 6–7(7) |
| Перемога  | 4–8 | 1 червня 2018    | ITF Гімарайнш, Португалія       | 15,000  | Тверде     | Зеел Десай        | 6–1, 3–6, 6–1    |

### Парний розряд: 8 (4–4)
| Легенда          |
| ---------------- |
| турніри $100,000 |
| турніри $75,000  |
| турніри $50,000  |
| турніри $25,000  |
| турніри $10,000  |

| Фінали за покриттям |
| ------------------- |
| Тверде (2–0)        |
| Ґрунт (2–3)         |
| Трава (0–1)         |
| Килим (0–0)         |

| Результат | Ранг | Дата              | Турнір                                     | Покриття   | Партнерка            | Суперниці                                   | Рахунок             |
| --------- | ---- | ----------------- | ------------------------------------------ | ---------- | -------------------- | ------------------------------------------- | ------------------- |
| Перемога  | 1.   | 11 травня 2009    | ITF Vila Real de Santo António, Португалія | Ґрунт      | Жуана Пангаю Перейра | Ребека Боу Ногейро Шейла Сольсона Коркасона | 2–2 ret.            |
| Поразка   | 1.   | 1 листопада 2010  | ITF Майорка, Іспанія                       | Ґрунт      | Августа Цибишева     | Лара Арруабаррена Інес Феррер Суарес        | 5–7, 2–6            |
| Поразка   | 2.   | 15 листопада 2010 | ITF Майорка, Іспанія                       | Ґрунт      | Августа Цибишева     | Дьяна Енаке Ралука Елена Платон             | 3–6, 6–7(3)         |
| Перемога  | 2.   | 11 липня 2011     | ITF Касерес, Іспанія                       | Тверде     | Рішель Гогеркамп     | Вікторія Ларр'єр Ірена Павлович             | 6–4, 6–4            |
| Поразка   | 3.   | 29 серпня 2011    | ITF Сараєво, Боснія і Герцеговина          | Ґрунт      | Флоренсія Молінеро   | Марія Абрамович Ана Врлич                   | 7–5, 6–7(3), [4–10] |
| Перемога  | 3.   | 12 вересня 2011   | ITF Загреб, Хорватія                       | Ґрунт      | Каталін Мароші       | Марія Абрамович Міхаела Бузернеску          | 6–0, 6–3            |
| Перемога  | 4.   | 24 вересня 2011   | ITF Шрусбері, Велика Британія              | Тверде (i) | Каталін Мароші       | Аманда Елліотт Джоанна Конта                | 7–6(3), 6–1         |
| Поразка   | 4.   | 11 червня 2012    | Nottingham Trophy, Велика Британія         | Трава      | Река Луца Яні        | Саллі Пірс Ешлі Барті                       | 6–7(2), 6–3, [5–10] |

## Виступи в одиночних турнірах Великого шолома

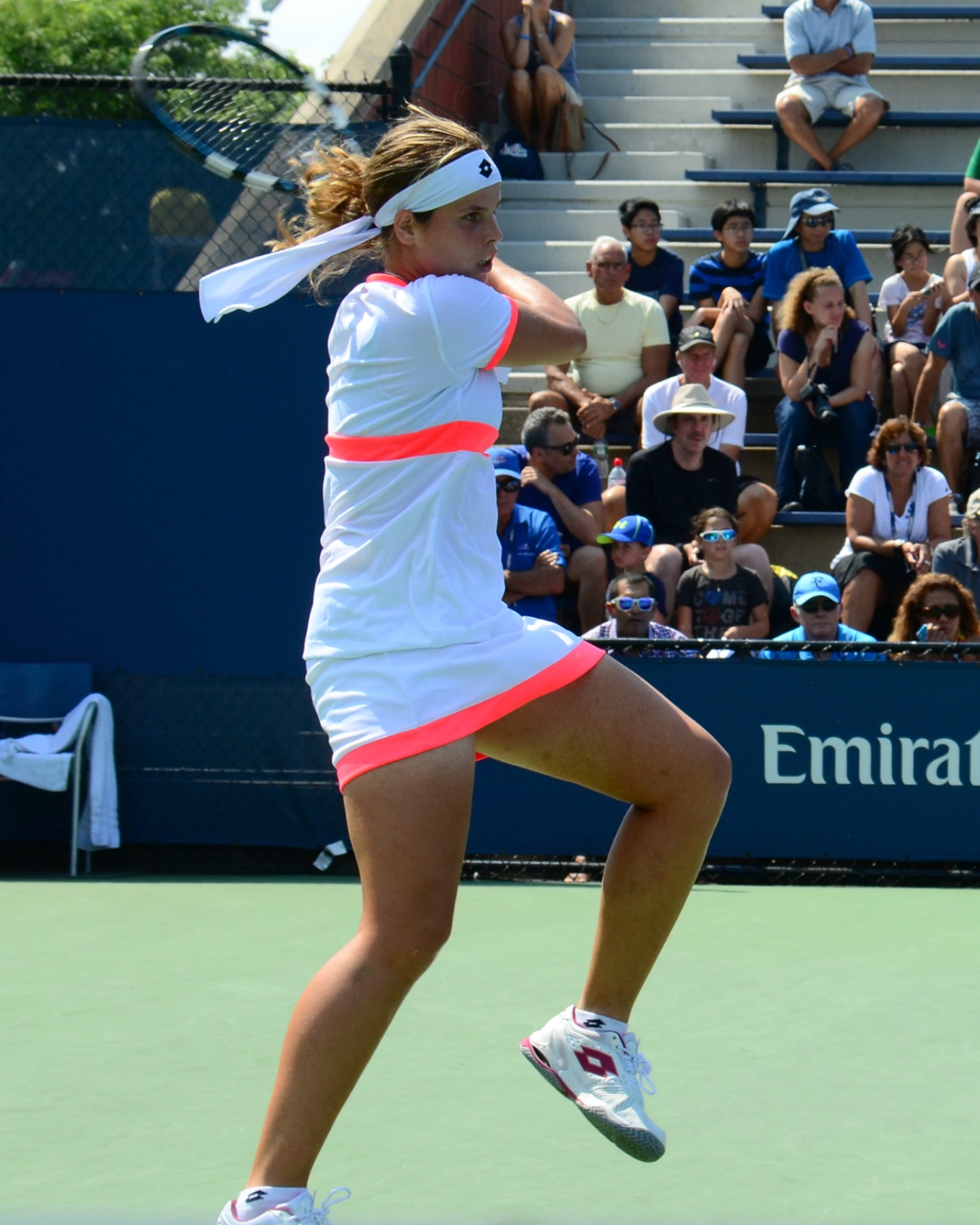
Келер на Відкритому чемпіонаті США 2013, де вона поступилася в першому колі Алізе Корне

| W | Ф | ПФ | ЧФ | #Р | КТ | К# | DNQ | A | NH |

| Турнір                                 | 2011 | 2012 | 2013 | 2014 | W–L |
| -------------------------------------- | ---- | ---- | ---- | ---- | --- |
| Відкритий чемпіонат Австралії з тенісу |      | 1р   | 2р   | К1р  | 1–2 |
| Відкритий чемпіонат Франції з тенісу   |      |      | 1р   |      | 0–1 |
| Вімблдонський турнір                   |      | К2р  | 1р   |      | 0–1 |
| Відкритий чемпіонат США з тенісу       | К1р  | К2р  | 1р   |      | 0–1 |
| В-П                                    | 0–0  | 0–1  | 1–4  | 0–0  | 1–5 |